# Nächste Britische Unterhauswahl

Umfragen seit dem Labour-Wahlsieg im Juli 2024 zeigen sinkende Zustimmung und Zugewinne für Reform UK

Die Nächste Britische Unterhauswahl findet spätestens am 15. August 2029 statt, gut fünf Jahre nach der britische Unterhauswahl 2024 vom 4. Juli 2024, sofern keine erneute vorzeitige Neuwahl (General Election) angesetzt wird, was der Premierminister bewirken kann. Gewählt werden nach Mehrheitswahlprinzip (Stand 2024) 650 Mitglieder des britischen Unterhauses aus 650 Wahlkreisen. Eine Verringerung auf 600 wird angestrebt.
Jedes Jahr im Mai werden diverse regionale, lokale und kommunale Wahlen abgehalten. Aufgrund von anstehenden Strukturänderungsabsichten im Rahmen der Devolution (Vereinigtes Königreich) wurden jedoch Anfang Februar 2025 von Ministerin Angela Rayner eine Reihe von regionalen Wahlen auf 2026 verschoben: Local elections in East Sussex, West Sussex, Essex, Thurrock, Hampshire, the Isle of Wight, Norfolk, Suffolk and Surrey will be delayed for one year to allow major reorganisations to take place, Local Government Secretary Angela Rayner has said. ... Local elections for county councils will still go ahead this year on 1 May in Cambridgeshire, Derbyshire, Devon, Gloucestershire, Hertfordshire, Kent, Lancashire, Leicestershire, Lincolnshire, Nottinghamshire, Oxfordshire, Staffordshire, Warwickshire and Worcestershire. Die Ungleichbehandlung wird von Oppositionsparteien scharf kritisiert.

## Ausgangslage
Die Wahl 2024 konnte die Labour Party, gewinnen und erhielt zum ersten Mal seit 2010 die absolute Mehrheit. Durch das Mehrheitswahlrecht gewann sie fast 2/3 der Sitze, obwohl sie nur gut 33 % der Stimmen erhielt. Die bisher regierende Conservative Party landete mit erdrutschartigen Verlusten nur noch auf Platz 2. Die 2019 neu gegründete Brexit-Partei kam trotz 14 % der Stimmen nur auf 5 Sitze und gewann somit weniger Sitze als die Liberaldemokraten, die mit 12 % der Stimmen über 70 Sitze gewinnen konnten.
Nach der Wahl bildete Keir Starmer das Kabinett Starmer. Er hatte in den ersten Wochen im Amt bis Juli 2024 in den Umfragen zum Leadership approval eine leicht positive Bilanz (z. B. 38 % positiv, 20 % negativ, im Saldo +18). Seit der Messerattacke in Southport und dem Unruhen im Vereinigten Königreich 2024 liegt die Zustimmung jedoch deutlich im negativen Bereich.

## Wahlverfahren
Die Wahlen finden nach dem relativen Mehrheitswahlrecht in 650 einzelnen Wahlkreisen statt. Der Kandidat mit der höchsten Wählerstimmenzahl in jedem Wahlkreis gewinnt (first-past-the-post). Einen zweiten Wahlgang gibt es nicht. Die Wahlkreisgrenzen sind seit 2024 unverändert.

## Umfragen

### Prognose zur Sitzverteilung
- Labour: 126
- Greens: 7
- SNP: 42
- Plaid: 4
- LibDem: 73
- Cons.: 81
- Reform: 290
- Sonst.: 8

Im traditionell von zwei Parteien geprägten Unterhaus spricht man von einer Mehrheit, wenn eine Partei mindestens 325, also die Hälfte der Sitze (abzüglich Speaker) erzielt. Passiert dies nicht (gekennzeichnet als „Vorsprung“), hat keine Partei eine absolute Mehrheit der Sitze. Man bezeichnet diesen Zustand als „Hung parliament“.
| Institut           | Datum      | Lab | Con | LibDem | SNP | Reform | Greens | Plaid | Sonst. | Mehrheit     | Vorsprung         |
| ------------------ | ---------- | --- | --- | ------ | --- | ------ | ------ | ----- | ------ | ------------ | ----------------- |
| More in Common     | 30.06.2025 | 126 | 081 | 73     | 42  | 290    | 7      | 4     | 08     | keine        | Reform (+164)     |
| More in Common     | 01.04.2025 | 165 | 165 | 67     | 35  | 180    | 4      | 5     | 10     | keine        | Reform (+15)      |
| Electoral Calculus | 28.03.2025 | 180 | 133 | 49     | 30  | 227    | 4      | 4     | 23     | keine        | Reform (+47)      |
| Electoral Calculus | 29.01.2025 | 174 | 178 | 57     | 37  | 175    | 4      | 2     | 23     | keine        | Conservative (+3) |
| Focaldata          | 05.01.2024 | 287 | 163 | 63     | 22  | 076    | 4      | 2     | 13     | keine        | Labour (+124)     |
| More in Common     | 16.12.2024 | 228 | 222 | 58     | 37  | 072    | 2      | 4     | 26     | keine        | Labour (+6)       |
| Stonehaven         | 09.12.2024 | 278 | 157 | 47     | 24  | 120    | 3      | 2     | 19     | keine        | Labour (+121)     |
| Wahl 2024          | 04.07.2024 | 411 | 121 | 72     | 09  | 5      | 4      | 4     | 24     | Labour (+86) | Labour (+290)     |